# اوپیدوم دانسروم
اوپیدوم دانسروم (انگلیسی: Oppidum d'Ensérune) یک محل باستانی در اکسیتنی فرانسه است که بین بزیه و ناربون قرار دارد.